# Paradrina suscianja
Paradrina suscianja là một loài bướm đêm trong họ Noctuidae.